# Luke Bryan
Thomas Luther Bryan, conosciuto come Luke Bryan (Leesburg, 17 luglio 1976), è un cantautore statunitense.
Bryan ha iniziato la sua carriera negli anni 2000 scrivendo canzoni per Travis Tritt e Billy Currington. Dopo aver cantato con la Capitol Records a Nashville nel 2007, ha pubblicato il primo album I'll Stay Me, in cui sono inclusi i singoli All My Friends Say, We Rode in Trucks e Country Man. Il seguente album Doin' My Thing, include Do I, che Bryan ha co-scritto con Charles Kelley dei Lady Antebellum, e i singoli numero uno nella classifica country statunitense Rain Is a Good Thing e Someone Else Calling You Baby. L'album Tailgates & Tanlines viene pubblicato nel 2011 e contiene i singoli Country Girl (Shake It for Me), I Don't Want This Night to End e Drunk on You. Bryan ha co-scritto tutti i suoi singoli tranne Drunk on You ed ha co-prodotto tutti e tre i suoi album insieme a Jeff Stevens. Viene decretato da Billboard il ventiseiesimo miglior artista del 2012

## Biografia
Luke Bryan è nato e cresciuto a Leesburg. All'età di quattordici anni i suoi genitori gli hanno comprato la sua prima chitarra, e dopo aver imparato a suonarla si è unito a varie band locali ed ha iniziato a suonare per locali. Dopo il diploma alla Lee Country High School, Bryan ha deciso di spostarsi a Nashville; tuttavia, il viaggio è stato rimandato a causa della morte di suo fratello Chris, avvenuta lo stesso giorno in cui era programma la partenza di Bryan. Si laurea alla Georgia Southern University, e diviene membro della confraternita dei Sigma Chi. Dopo la laurea Bryan è andato a lavorare con suo padre, finché suo padre non lo ha incoraggiato a trasferirsi a Nashville nel 2001, dove poi è riuscito a firmare un contratto discografico dopo solo due mesi.

### I'll Stay Me(2007-2008)
Dopo essersi trasferito a Nashville, trova lavoro come cantautore nei due mesi successivi. Tra i suoi primi pezzi c'era la traccia dell'album My Honky Tonk History di Travis Tritt del 2004. Un rappresentante dell'A&R della Capitol Records, dopo aver visto Bryan esibirsi in un locale, gli propone un contratto discografico. Nel frattempo, Bryan co-scrive il singolo di Billy Currington Good Directions, che arriva alla posizione numero uno della classifica country americana. Bryan pubblica il primo singolo del suo album di debutto il 22 gennaio 2007. Il singolo è co-scritto da Bryan e il produttore Jeff Stevens ed è arrivato alla posizione numero 5 della classifica country americana. L'album di debutto di Bryan, contenente il singolo di debutto, viene pubblicato dalla Capitol Records il 14 agosto 2007. Bryan ha scritto e co-scritto tutte le tracce del suo album, tranne una. Il secondo singolo estratto dall'album, We Rode in Trucks, è arrivato alla posizione numero 33 della classifica country americana, mentre il terzo singolo, Country Man ha raggiunto la decima posizione.

### Doin' My Thing(2009-2010)
Nel marzo 2009, viene pubblicato esclusivamente su iTunes l'EP Spring Break With All My Friends, che contiene due collaborazioni e una versione acustica del brano All My Friends Say. Dopo l'EP, viene pubblicato il singolo Do I, che anticipa l'uscita del secondo album di Bryan, Doin' My Thing. La canzone è stata scritta da Charles Kelley e Dave Haywood dei Lady Antebellum, la cui cantante Hillary Scott ha prestato la sua voce nel brano. I due singoli successivi pubblicati dall'album, Rain Is a Good Thing e Someone Else Calling You Baby, sono stati co-scritti da Bryan, Dallas Davidson e Jeff Stevens ed hanno raggiunto entrambi la posizione numero uno nella classifica country americana. Nell'album è contenuta una cover dei OneRepublic, Apologize..

### Tailgates & Tanlines(2011-presente)
il 14 marzo 2011 Bryan pubblica per le radio il suo settimo singolo, Country Girl (Shake It for Me), che è co-scritto da Bryan e Davidson. Il singolo anticipa l'uscita del terzo album in studio Tailgates & Tanlines, che è stato pubblicato il 13 agosto 2011. L'album ha debuttato alla numero uno della classifica degli album country americana ed alla numero due della classifica degli album. Country Girl (Shake It for Me) ha raggiunto la posizione numero quattro della classifica country americana e la ventidue della classifica dei singoli. Bryan ha co-scritto anche il secondo singolo dell'album, I Don't Want This Night to End, insieme a Davidson, Rhett Akins e Ben Hayslip. All'inizio del 2012 il singolo raggiunge la numero uno della classifica country americana. Drunk on You il terzo singolo estratto dall'album, raggiunge la posizione numero 57 nella classifica country americana. Il 6 marzo 2012, Bryan pubblica il suo quarto EP intitolato Spring Break 4... Suntan City insieme alla traccia omonima, che è stata co-scritta da Bryan, Dallas Davidson, Rhett Akins e Ben Hayslip, L'EP include Spring Breakup, Little Bit Later On e Shake the Sand. Il quarto singolo estratto dall'album, Kiss Tomorrow Goodbye, è stato pubblicato in radio il 6 agosto 2012.

## Vita privata
Bryan si è sposato con Caroline Boyer l'8 dicembre 2006. La coppia ha dato il benvenuto al suo primo figlio, Thomas Boyer, il 18 marzo 2008. Il loro secondo figlio, Tatum Christopher, è nato l'11 agosto del 2010.

## Discografia
- 2007 - I'll Stay Me
- 2009 - Doin' My Thing
- 2011 - Tailgates & Tanlines
- 2013 - Crash My Party
- 2015 - Kill the Lights
- 2017 - What Makes the Country
- 2020 - Born Here Live Here Die Here